# National Board of Review Awards 2016
L'88ª edizione dei National Board of Review Awards si è svolto nel gennaio 2017 a New York.
I vincitori sono stati annunciati il 29 novembre 2016.

## Classifiche

### Migliori dieci film dell'anno
- Arrival, regia di Denis Villeneuve
- Ave, Cesare! (Hail, Caesar!), regia di Joel ed Ethan Coen
- Hell or High Water, regia di David Mackenzie
- Il diritto di contare (Hidden Figures), regia di Theodore Melfi
- La battaglia di Hacksaw Ridge (Hacksaw Ridge), regia di Mel Gibson
- La La Land, regia di Damien Chazelle
- Moonlight, regia di Barry Jenkins
- Boston - Caccia all'uomo (Patriots Day), regia di Peter Berg
- Silence, regia di Martin Scorsese
- Sully, regia di Clint Eastwood

### Migliori cinque film stranieri
- Elle, regia di Paul Verhoeven
- Agassi (아가씨), regia di Park Chan-wook
- Julieta, regia di Pedro Almodóvar
- Land of Mine - Sotto la sabbia (Under sandet), regia di Martin Zandvliet
- Neruda, regia di Pablo Larraín

### Migliori cinque documentari
- De Palma, regia di Noah Baumbach e Jake Paltrow
- La principessa e l'aquila (The Eagle Huntress), regia di Otto Bell
- Gleason, regia di J. Clay Tweel
- Life, Animated, regia di Roger Ross Williams
- Miss Sharon Jones!, regia di Barbara Kopple

### Migliori dieci film indipendenti
- Le donne della mia vita (20th Century Women)
- Captain Fantastic
- Creative Control
- Il diritto di uccidere (Eye in the Sky)
- The Fits
- Green Room
- Hello, My Name Is Doris
- Krisha
- Morris from America
- Sing Street

## Premi
- Miglior film: Manchester by the Sea, regia di Kenneth Lonergan
- Miglior regista: Barry Jenkins per Moonlight
- Miglior attore: Casey Affleck per Manchester by the Sea
- Miglior attrice: Amy Adams per Arrival
- Miglior attore non protagonista: Jeff Bridges per Hell or High Water
- Miglior attrice non protagonista: Naomie Harris per Moonlight
- Miglior sceneggiatura originale: Kenneth Lonergan per Manchester by the Sea
- Miglior sceneggiatura non originale: Jay Cocks e Martin Scorsese per Silence
- Miglior film d'animazione: Kubo e la spada magica (Kubo and the Two Strings), regia di Travis Knight
- Miglior rivelazione maschile: Lucas Hedges per Manchester by the Sea
- Miglior rivelazione femminile: Royalty Hightower per The Fits
- Miglior regista esordiente: Trey Edward Shults per Krisha
- Miglior film straniero: Il cliente (Forušande), regia di Asghar Farhadi
- Miglior documentario: O.J.: Made in America, regia di Ezra Edelman
- Miglior cast: Il diritto di contare (Hidden Figures)
- Spotlight Award: Peter Berg e Mark Wahlberg per la loro creativa collaborazione
- Premio per la libertà di espressione: Cameraperson